# Telfairia pedata
Telfairia pedata är en gurkväxtart som först beskrevs av John Sims, och fick sitt nu gällande namn av William Jackson Hooker. Telfairia pedata ingår i släktet Telfairia och familjen gurkväxter. Inga underarter finns listade i Catalogue of Life.

## Bildgalleri

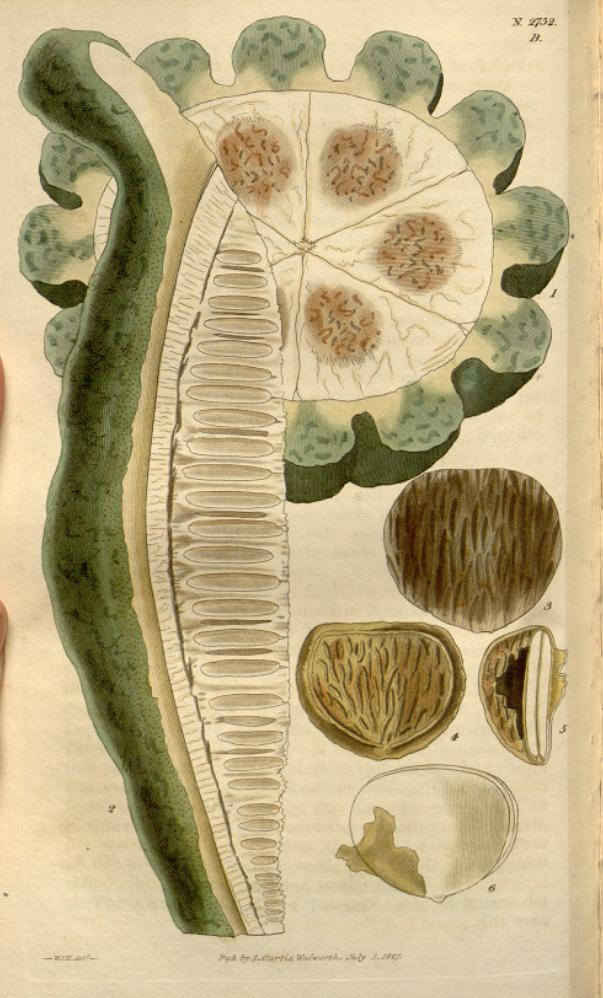